# Pedro César Ferrer Cardoso
Pedro César Ferrer Cardoso, meglio noto come Pedrinho (23 settembre 1949), è un ex cestista brasiliano.

## Carriera
Ha partecipato al Campionato del mondo 1970, dove ha vinto la medaglia d'argento, segnando 13 punti in 3 partite.